# Binika
Binika ist eine Stadt im ostindischen Bundesstaat Odisha. Sie liegt im Distrikt Subarnapur am Ufer des Flusses Mahanadi.
Binika hat den Status eines Notified Area Councils.
Binika hatte beim Zensus 2011 knapp 16.000 Einwohner. Der Alphabetisierungsgrad lag bei 75,82 % mit 85,97 % bei Männern und 65,08 % bei Frauen.